# خزنة

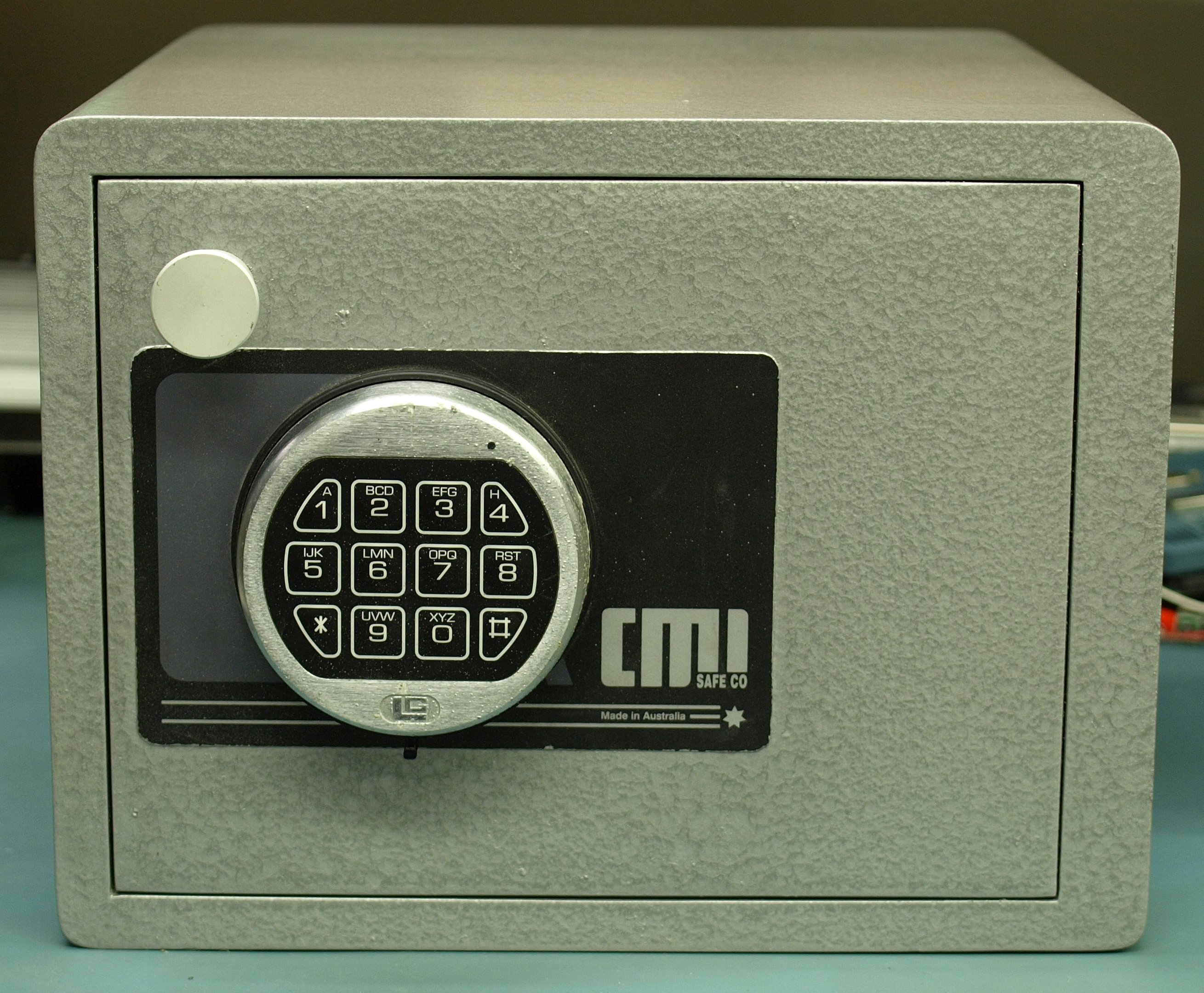
خزنة فولاذية ذات قفل إلكتروني

الخَزْنَة أو الحرَّازة هي خزانة آمنة قفولة أو قابلة للقفل تستخدم لتخزين الأشياء القيمة وحمياتها من السرقة أو الحريق. يغلب أن تكون الخزنة مكعبة مجوفة أو أسطوانية، ويكون أحد وجوهها فَتوحًا قابلاً للفتح بمفصلة لتكون الباب . يمكن أن يكون الجسم والباب مصنوعين من الفزات (مثل الفولاذ) أو مصنوعين من اللدائن بالنفخ.

## الأسماء
تعرف في بعض مناطق بلاد الشام باسم الكاظَّة وفي بعض مناطق العراق القاصة.

## طالع أيضًا
- التحكم بالوصول
- قفل
- الأمن المادي
- صندوق الأمانات
- أمن
- غرفة الأمان